# Olympische Sommerspiele 1980/Teilnehmer (Libyen)
| Gelbes Symbol für Goldmedaillen mit stilisierten Olympischen Ringen | Graues Symbol für Silbermedaillen mit stilisierten Olympischen Ringen | Braundes Symbol für Bronzemedaillen mit stilisierten Olympischen Ringen |
| ------------------------------------------------------------------- | --------------------------------------------------------------------- | ----------------------------------------------------------------------- |
| —                                                                   | —                                                                     | —                                                                       |

Libyen nahm bei den Olympischen Sommerspielen 1980 in Moskau, damals Sowjetunion und heute Russland, mit 29 Sportlern, 27 Männern und 2 Frauen, in 5 Sportarten teil.
Der Straßenradfahrer Nuri Kaheil trug die Fahne Libyens bei der Eröffnungszeremonie. Die libyschen Sportler konnten 1980 keine Medaillen erringen.

## Teilnehmer nach Sportarten

### Gewichtheben
| Disziplin      | Männer                       |
| -------------- | ---------------------------- |
| Fliegengewicht | Almabruk Mahmud Mahmud (15.) |
| Bantamgewicht  | Ali Shalabi (17.)            |

### Leichtathletik
| Disziplin         | Männer                                                                                         |
| ----------------- | ---------------------------------------------------------------------------------------------- |
| 200 m             | Ahmed Mohamed Sallouma (Vorrunde)                                                              |
| 800 m             | Salem El-Margini (Vorrunde)                                                                    |
| 1500 m            | Marzouk Mabrouk (Vorrunde)                                                                     |
| Marathon          | Issa Chetoui (2:38:01 h, 44.) Enemri Najem Al-Marghani (2:42:27 h, 49.)                        |
| 4 × 400 m Staffel | Bashir Al-Fellah, Salem El-Margini, Ahmed Mohamed Sallouma und El-Mehdi Sallah Diab (Vorrunde) |

### Radsport
| Disziplin                         | Männer                                                             |
| --------------------------------- | ------------------------------------------------------------------ |
| Straßenrennen                     | El-Munsif Ben Youssef Ali Hamid El-Aila Mohamed Ganfud Nuri Kaheil |
| Mannschaftszeitfahren             | Ali Hamid El-Aila Mohamed El-Kamaa Nuri Kaheil Khalid Shebani      |
| Bahnradrennen (Sprint)            | Fawzi Abdussalam                                                   |
| Bahnradrennen (1000 m Zeitfahren) | Khalid Shebani                                                     |

### Schwimmen
| Disziplin           | Männer                   | Frauen                   |
| ------------------- | ------------------------ | ------------------------ |
| 100 m Freistil      | Abdulwahab Werfeli (36.) | Nadia Fezzani (Vorrunde) |
| 100 m Schmetterling |                          | Nadia Fezzani (Vorrunde) |
| 200 m Freistil      |                          | Soad Fezzani (Vorrunde)  |
| 400 m Freistil      |                          | Soad Fezzani (Vorrunde)  |
| 100 m Rücken        |                          | Soad Fezzani (Vorrunde)  |

### Volleyball
| Team | Gegner                               | Ergebnis | Gesamtrang                 |
| --- | ------------------------------------ | -------- | -------------------------- |
| Kamaluddin Badi Adnan El-Khuja Samid Sagar Miloud Zakka Ahmed Zoubi Awad Zakka Ahmed El-Faghei Jamal Zarugh Mustafa El-Musbah | Rumänien Polen Brasilien Jugoslawien | 0:3      | 10. nach 0:3 gegen Italien |